# Comuna Budaniv, Terebovlea
Budaniv (în ucraineană Буданів) este o comună în raionul Terebovlea, regiunea Ternopil, Ucraina, formată din satele Budaniv (reședința) și Papirnea.

## Demografie
Componența lingvistică a comunei Budaniv
     Ucraineană (99,32%)
     Alte limbi (0,69%)
Conform recensământului din 2001, majoritatea populației comunei Budaniv era vorbitoare de ucraineană (99,32%), existând în minoritate și vorbitori de alte limbi.